# Diane B. Snelling
Diane Berkley Snelling (født 18. marts 1952) er en republikansk delstatspolitiker, som sad i Vermonts senat som repræsentant for Chittenden County.
Diane Berkley Snelling blev første gang medlem af delstatssenatet, da hun i januar 2002 blev udpeget af guvernør Howard Dean til at sidde resten af sin mor, Barbara Snellings valgperiode, da denne valgte at trække sig tilbage. Diane B. Snelling vandt valget i 2002 og blev siden genvalgt i 2004, 2006, 2008, 2010, 2012 og 2014.
|  | Artiklen om politikeren Diane B. Snelling kan blive bedre, hvis der indsættes et (bedre) billede. Du kan hjælpe ved at afsøge Wikimedia Commons for et passende billede eller uploade et godt billede til Wikimedia Commons iht. de tilladte licenser og indsætte det i artiklen. |